# Pour une paix durable, pour une démocratie populaire !
Pour une paix durable, pour une démocratie populaire ! est l'organe de presse du Kominform,,, dont le premier numéro est publié le 1er novembre 1947 depuis Belgrade (alors capitale de la Yougoslavie), jusqu'en juin 1948. À partir de juillet 1948, le journal est ensuite publié à Bucarest, après la décision de la deuxième conférence du Kominform de déplacer la rédaction hors de Belgrade,,. 
Le journal cherche à promouvoir les échanges entre les partis communistes,, et s’attachait à traiter principalement des questions du mouvement communiste dans leurs perspectives internationales. Sa publication est censurée par le gouvernement français au début de 1951, après quoi une nouvelle édition intitulée Paix et démocratie commence à être diffusée. Il disparaît avec le Kominform en avril 1956.

## Historique
La création du journal fut annoncée le 27 septembre 1947 dans la résolution finale de la réunion de Pologne, fondatrice du Kominform. Il fut d'abord publié bimensuellement en deux langues, le français et le russe. 
Cependant, il devint hebdomadaire après le 16 septembre 1949, et fut publié jusque dans 19 langues. Ces éditions multilingues du journal du Kominform donnent une image de sa représentativité à travers le monde. Elles indiquent aussi ce que sa publication exigeait comme volume de travail, comme masse de personnel. A lui seul, cet aspect suffit à expliquer les proportions prises à Bucarest par ce qu’on appellera la cité du Kominform, son siège. Dans la résolution susmentionnée, le siège de la publication a été établi à Belgrade, tandis qu'en janvier 1948, une équipe éditoriale permanente fut annoncé : elle comprenait des représentants des neuf partis membres du Kominform, sous la direction du soviétique Pavel Judin.
En juin de la même année, après la rupture soviéto-yougoslave, l'équipe éditoriale s'installe à Bucarest. Jusqu'en 1950, lorsque le Kominform jouait un rôle important dans le mouvement communiste, ses principaux dirigeants politiques collaboraient au journal. Par la suite, avec le déclin du Kominform sur la scène politique mondiale, l'importance du journal fut également réduite, et disparut avec lui le 17 avril 1956.

## Langues de publication
- Anglais : For a Lasting Peace, for a People's Democracy!
- Russe : За прочный мир, за народную демократию!
- Bulgare : За траен мир , за народна демокрация!
- Italien : Per una pace stabile, per una democrazia popolare!
- Allemand : Für dauerhaften Frieden, für Volksdemokratie!
- Espagnol : ¡Por una paz duradera, por una democracia popular!
- Tchèque : Za trvalý mír, za lidovou demokracii!
- Slovaque : Za trvalý mier, za ľudovú demokraciu!
- Hongrois : Tartós békéért, népi demokráciáért!
- Polonais : O trwały pokój, o demokrację ludową!
- Albanais : Për një paqe të qëndruarshme, për një demokraci popullore!
- Serbo-croate : Za trajan mir, za narodnu demokratiju! (jusqu'en 1948)
- Néerlandais : Voor een duurzame vrede. Voor volksdemocratie!